# L'Humanité

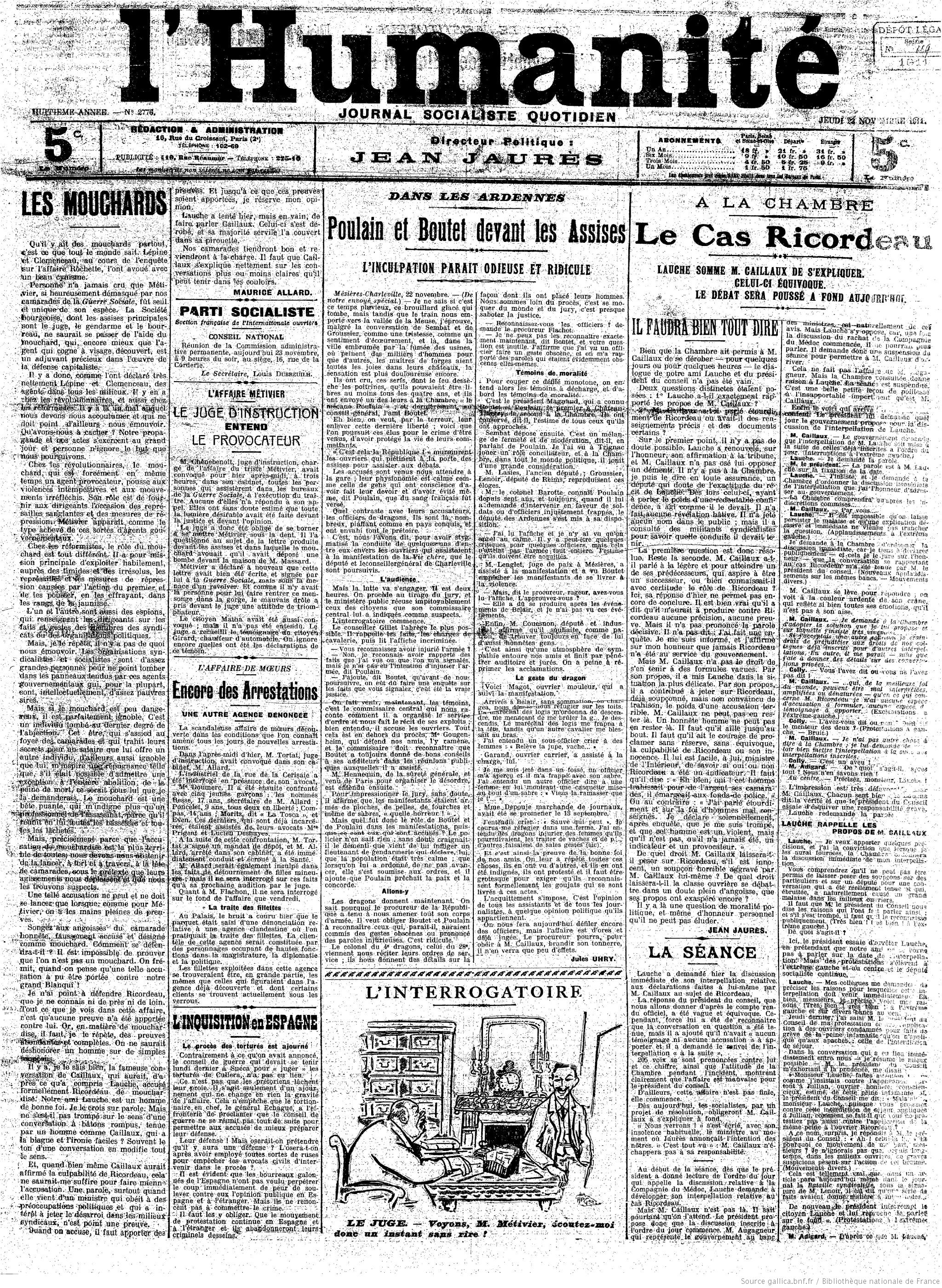

L'Humanité  este fostul ziar al Partidului Comunist Francez (PCF) și a fost fondat în anul 1904 de către Jean Jaurès. În prezent ziarul este independent, dar menține unele legături cu Partidul Comunist.
1. 1 2  MSIe2/«Iumanite»[*] Verificați valoarea |titlelink= (ajutor)
2. 1 2   https://www.challenges.fr/media/a-120-ans-l-humanite-se-refait-une-sante_890507 Lipsește sau este vid: |title= (ajutor)
3. ↑  The ISSN portal